# Sven Strickroth
Sven Strickroth ist ein deutscher Informatiker und Hochschullehrer für „Technology-Enhanced Learning“ an der Ludwig-Maximilians-Universität München (LMU).

## Ausbildung und akademischer Werdegang
Sven Strickroth studierte von 2007 bis 2011 Informatik an der Technischen Universität Clausthal. Nach seinem Abschluss begann er seine wissenschaftliche Karriere an der Humboldt-Universität zu Berlin. Dort arbeitete er als Teil der Forschungsgruppe „Didaktik der Informatik/Informatik und Gesellschaft“. Im Jahr 2016 promovierte er mit seiner Dissertation über die Konzeption und Evaluation eines Unterrichtsplanungssystems zum Dr. rer. nat. Anschließend trat Strickroth eine Stelle als Postdoc an der Universität Potsdam an. Dort arbeitete er an der Professur „Komplexe Multimediale Anwendungsarchitekturen“ und war maßgeblich an der Koordination von „eLiS“ („E-Learning in Studienbereichen“) beteiligt.
Seit Oktober 2020 ist Strickroth Professor für „Technology-Enhanced Learning“ am Institut für Informatik der Ludwig-Maximilians-Universität München (LMU). Zusätzlich zu seiner Professur ist er Leiter der Gruppe der Lehramtsausbildung an der LMU München.

## Engagement
Neben seiner lehrenden Tätigkeit ist er Mitinitiator des Workshops "Automatische Bewertung von Programmieraufgaben". Er ist auch Mitglied im Expertise Team "Digital Learning" des "Munich Center of the Learning Sciences" und engagiert sich als Nachwuchsverantwortlicher im Leitungsgremium der Fachgruppe Bildungstechnologien der Gesellschaft für Informatik.

## Schriften (Auswahl)
- Sven Strickroth: Unterstützungsmöglichkeiten für die computerbasierte Planung von Unterricht. 30. September 2016, doi:10.18452/17613 (hu-berlin.de – Humboldt-Universität zu Berlin, Mathematisch-Naturwissenschaftliche Fakultät, Dissertation).
- Stefanie Goertz, Benjamin Klages, Dominique Last, Sven Strickroth: Lehre und Lernen entwickeln – Eine Frage der Gestaltung von Übergängen : Erfahrungen aus 9 Jahren Qualitätspakt Lehre an der Universität Potsdam. In: Potsdamer Beiträge zur Hochschulforschung. Universitätsverlag Potsdam, 2020, ISBN 978-3-86956-498-2, doi:10.25932/publishup-47681 (uni-potsdam.de).
- Sven Strickroth: PLATON: Developing a Graphical Lesson Planning System for Prospective Teachers. In: Education Sciences. Band 9, Nr. 4, Dezember 2019, ISSN 2227-7102, S. 254, doi:10.3390/educsci9040254 (mdpi.com).